# Euphorbia oatesii
Euphorbia oatesii là một loài thực vật có hoa trong họ Đại kích. Loài này được Rolfe mô tả khoa học đầu tiên năm 1889.